# A. J. Finn
Daniel Mallory, dit A. J. Finn, est un éditeur et auteur américain, né le 2 janvier 1979 à New York.
Son roman de 2018, La Femme à la fenêtre, a été numéro un de la liste des best-sellers du New York Times et a été adapté en long métrage.

## Première vie et éducation
Daniel Mallory est né à New York et a déménagé avec sa famille à Charlotte en Caroline du Nord, où il a fréquenté la Charlotte Latin School. À l'université Duke, il s'est spécialisé en anglais et y a joué dans six pièces de théâtre. Il a ensuite démarré sa compagnie de théâtre et dirigea une production.

## Carrière
Daniel Mallory a travaillé plusieurs années à Londres chez Sphere Books, une marque de Little, Brown and Company. Il a écrit son premier roman, La Femme à la fenêtre, alors qu'il vivait à New York et travaillait comme vice-président et rédacteur en chef de l'éditeur William Morrow and Company. Ce roman a été classé numéro un sur la liste des meilleurs ventes de livres du New York Times et a ensuite été adapté en un long métrage mettant en vedette Amy Adams et Gary Oldman. Le film était initialement prévu pour une sortie en salles le 15 mai 2020, mais en raison de la pandémie COVID-19, il a été vendu à Netflix, qui a commencé à le diffuser le 14 mai 2021,,,,,.

## Controverse
En février 2019, un article dans The New Yorker allegait Daniel Mallory comme ayant inventé de nombreux aspects de sa vie et de sa carrière, notamment avoir obtenu un doctorat de l'université d'Oxford, avoir souffert d'un cancer et d'une tumeur au cerveau, avoir perdu sa mère d'un cancer, et avoir perdu son frère par suicide,. Daniel Mallory a ensuite publié une déclaration dans laquelle il admettait que sa mère avait survécu à son cancer et que son frère était également toujours en vie.  Daniel Mallory a attribué son comportement à son diagnostic de trouble bipolaire II.

## Romans
- The Woman in the Window (2018)
  - La Femme à la fenêtre, Presses de la Cité (2018)  (ISBN 978-2-258-14721-8)
- End of Story (2024)
  - Fin de l'histoire, Presses de la Cité, 2024

## Prix et nomination

### Nomination
- Prix Lefty 2019 du meilleur premier roman pour The Woman in the Window[13]